# 赭鼠
赭鼠（学名：Ochrotomys nuttalli），为哺乳綱囓齒目倉鼠科赭鼠屬下的一种鼠类，而與赭鼠同科的動物尚有山屋鼠、烏鐵小嘯鼠、夜鼠、阿根廷長爪鼠等之數種哺乳動物。